# Otites rivularis

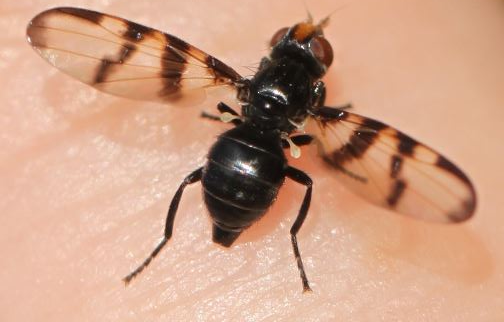

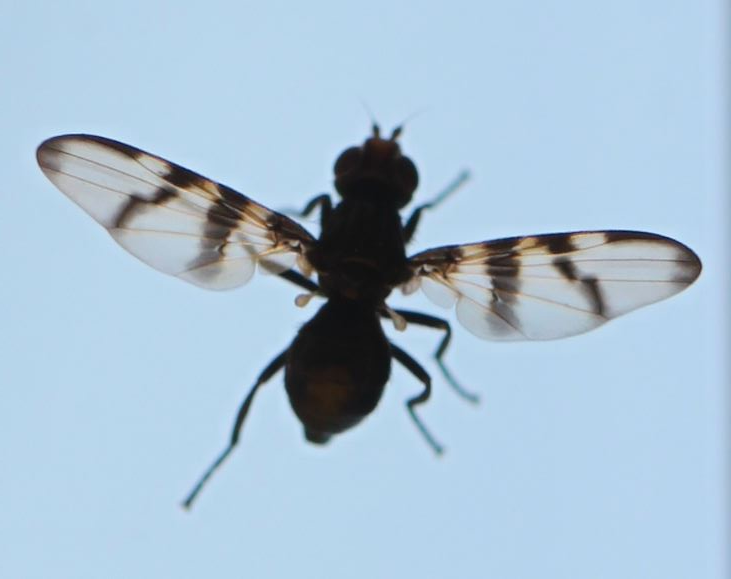

Otites rivularis ist eine Art aus der Familie der Schmuckfliegen (Ulidiidae). Das lateinische Art-Epitheton rivularis bedeutet „Bäche bewohnend“.

## Merkmale
Die Fliegen erreichen eine Körperlänge von 5 bis 6 Millimetern. Ihr Körper ist schwarz gefärbt. Das Mesonotum trägt drei grau bestäubte Längsstreifen. Die Frons sowie die Fühler sind rotgelb gefärbt. Die Schwingkölbchen (Halteren) sind weiß. Die Beine sind schwarz. Die Flügel weisen eine charakteristische bräunliche Dunkelfärbung auf. Diese umfasst zwei Querbinden, einen Basalfleck an der Flügelvorderkante sowie einen verdunkelten Rand entlang der Flügelspitze.

## Verbreitung
Otites rivularis kommt in Mitteleuropa vor. Im Süden reicht das Vorkommen über Italien bis nach Sizilien. Die Art gilt als selten.

## Lebensweise
Man beobachtet die Fliegen ab Mai. Sie ernähren sich offenbar von Nektar, Honigtau und Pflanzensäften.